# 青森県道101号金木停車場線
青森県道101号金木停車場線（あおもりけんどう101ごう かなぎていしゃじょうせん）は、青森県五所川原市を通る一般県道である。

## 概要
金木町朝日山の津軽鉄道金木駅と青森県道2号屏風山内真部線交点までを結ぶ。

### 路線データ
青森県例規集に基づく起終点および経過地は次のとおり。
- 起点：金木停車場（五所川原市金木町大字金木字朝日山[2]）
- 終点：屏風山内真部線交点（五所川原市金木町）（五所川原市金木町大字金木字朝日山[2]

## 歴史
- 1961年（昭和36年）2月10日 - 県道に認定される[1]。

## 地理

### 交差する道路

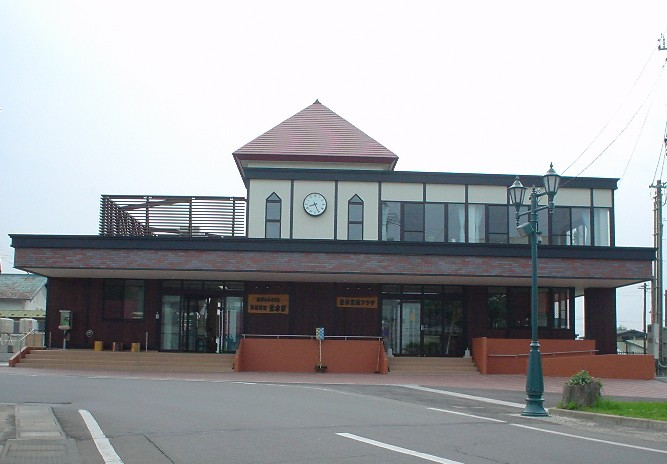
起点の金木駅

- 青森県道2号屏風山内真部線（五所川原市金木町、終点）

### 沿線の施設など
- 津軽鉄道線金木駅
- 金木郵便局